# آزمون استاندارد
آزمون استاندارد یا آزمون استاندارد شده (به انگلیسی: Standardized test) به امتحانی گفته می‌شود که کیفیت سوالات، نحوهٔ برگزاری و چگونگی نمره‌دهی در یک قالب ثابت، نامتناقض و به عبارتی استاندارد باشد. در این دست آزمون‌ها پرسش‌های مشابه در اختیار کلیه شرکت‌کنندگان قرار می‌گیرد و نتایج آزمون به یک شیوه مشخص برای همه درجه‌بندی می‌گردد. سطح سوالات می‌تواند بسته به نوع و اهمیت آزمون ساده یا پیچیده باشد. آزمون‌های استاندارد معمولاً برای سنجش داوطلبان ورود به دانشگاه‌ها و سازمان‌های علمی، حرفه‌ای و آکادمیک و به صورت سراسری برگزار می‌گردند. تابعیت، نژاد، دین و شخصیت داوطلب در این آزمون‌ها مؤثر نیست و صرفاً هدف از این استانداردسازی این است که اطمینان حاصل شود که به صورت قابل اعتماد، توانایی‌ها یا مهارت‌های افراد سنجیده شود. از شناخته‌ترین آزمون‌های استاندارد شده می‌توان به کنکور سراسری، آزمون رانندگی، تافل، آیلتس، جی‌آرائی، ای‌ال‌پی‌تی، و ال‌اس‌ای‌تی اشاره کرد.